# Janus Braspennincx
Adrianus Jacobus "Janus" Braspennincx (Zundert, 5 de març de 1903 - Breda, 7 de gener de 1977) va ser un ciclista neerlandès que fou professional entre 1929 i 1936.
Abans de passar al professionalisme va prendre part en els Jocs Olímpics d'Amsterdam de 1928, en què guanyà una medalla de plata en la prova de persecució per equips, fent equip amb Johannes Maas, Piet van der Horst i Jan Pijnenburg. En aquests mateixos Jocs quedà novè en la contrarellotge per equips i vint-i-setè en la contrarellotge individual.
Com a professional destaca el campionat nacional en ruta de 1930.

## Palmarès
- 1928
  -  Medalla de plata als Jocs Olímpics d'Amsterdam en persecució per equips
- 1929
  - 1r a Kapellebrug
- 1930
  -  Campió dels Països Baixos en ruta
- 1932
  - 1r als Sis dies de Brussel·les (amb Jan Pijnenburg)
- 1936
  - 1r a Overloon